# Porcelit

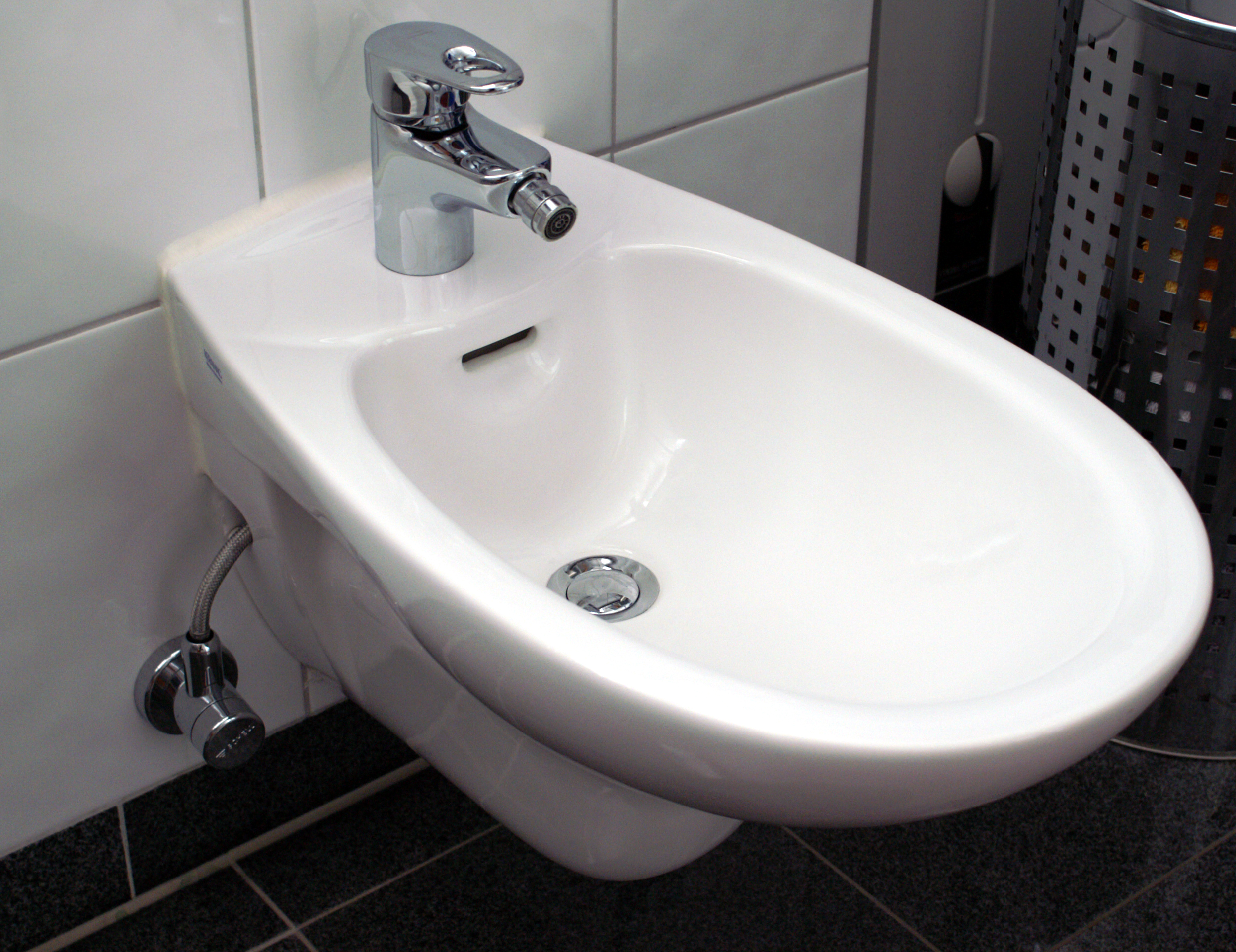
Bidet porcelitowy

Porcelit – rodzaj białej do kremowej, szkliwionej, nieprześwitującej ceramiki, wytwarzany podobnie jak porcelana, lecz najczęściej z surowców (kaolin, skaleń, kwarc) o gorszej jakości. Uformowane wyroby poddaje się wypalaniu w temp. ~1325 °C w celu osiągnięcia zamierzonej nieprzesiąkliwości, wytrzymałości i twardości. 
W technice używany jako materiał do produkcji m.in. sanitariatów.